# Talang Durian (Talang Padang)
Talang Durian is een bestuurslaag in het regentschap Empat Lawang van de provincie Zuid-Sumatra, Indonesië. Talang Durian telt 746 inwoners (volkstelling 2010).